# Vysočanská
Vysočanská – stacja linii B metra praskiego (odcinek IV.B), położona w dzielnicy Vysočany (stąd nazwa), w rejonie ulicy Sokolovskiej i placu ONZ (náměstí Organizace spojených národů).
W drugiej dekadzie XXI wieku planowana jest w tym rejonie budowa końcowej stacji linii D, dzięki czemu ma powstać kolejny węzeł przesiadkowy metra.